# Czerwony Most (przejście graniczne)
Czerwony Most (azer. Qırmızı Körpü; gruz. წითელი ხიდი, Citeli chidi) – drogowo-kolejowe przejście graniczne pomiędzy Azerbejdżanem a Gruzją, na drodze z Tbilisi do Gandży. Nazwa pochodzi od zbudowanego z czerwonej cegły mostu łukowego na rzece granicznej Chrami. Zbudowany został głównie w XVII wieku, jednak most w tym miejscu funkcjonował od XII wieku. Historyczny „czerwony most” był w użyciu do 1998 roku, kiedy jego rolę przejął nowy most, wybudowany w ramach projektu TRACECA (Transport Corridor Europe-Caucasus-Asia).
W latach 90. oraz na początku XXI wieku w pasie ziemi niczyjej w pobliżu mostu funkcjonowało targowisko. Zlokalizowane było fizycznie po gruzińskiej stronie, administracyjnie zarządzane było jednak przez stronę azerską. Przez targowisko przebiegała droga z Azerbejdżanu do Gruzji, omijająca oficjalny posterunek graniczny. Targowisko było głównym węzłem obsługującym przemyt pomiędzy krajami. Zostało zamknięte w 2006 roku.